# Ганс Бартельс
Ганс Бартельс (нім. Hans Bartels; 5 липня 1910, Франкфурт-на-Майні — 31 липня 1945, Рендсбург) — німецький офіцер, корветтен-капітан крігсмаріне. Кавалер Лицарського хреста Залізного хреста.

## Біографія
1 квітня 1931 року вступив у ВМФ. Освіту здобув на навчальному судні «Ніобе» та легкому крейсері «Карлсруе». 30 вересня 1934 року направлений на лінійний корабель «Сілезія». З 2 липня 1935 року — вахтовий офіцер тральщика-шукача М-89, з   жовтня 1936 року — М-146. Закінчив загороджувальні курси і 5 березня 1939 року призначений командиром мінного тральщика М-1. Відзначився під час операції «Везерюбунг» та в бойових діях біля берегів Норвегії. 27 травня 1940 року призначений командиром з'єднання із забезпечення безпеки прибережних вод (у підпорядкуванні командувача-адмірала Норвезького західного узбережжя). З 7 грудня 1942 року — 1-й офіцер ескадреного міноносця Z-24. З 12 серпня 1943 року — командир торпедного катера Т-14. В серпні 1944 року разом з іншими добре підготовленими моряками-добровольцями був переведений у диверсійне з'єднання флоту і після курсу перепідготовки призначений командиром 261-ї флотилії надмалих підводних човнів. Після війни служив в Німецькій адміністрації з розмінування. Загинув під час аварії.

## Звання
- Морський кадет (1 квітня 1931)
- Фенріх-цур-зее (1 січня 1933)
- Лейтенант-цур-зее (1 квітня 1935)
- Оберлейтенант-цур-зее (1 січня 1937)
- Капітан-лейтенант (1 жовтня 1939)
- Корветтен-капітан (1 жовтня 1943)

## Нагороди
- Медаль «За вислугу років у Вермахті» 4-го класу (4 роки; 2 жовтня 1936)
- Медаль «У пам'ять 1 жовтня 1938» (20 грудня 1939)
- Залізний хрест
  - 2-го класу (19 лютого 1940)
  - 1-го класу (11 травня 1940)
- Нагрудний знак мінних тральщиків
- Лицарський хрест Залізного хреста (16 травня 1940)